# 1. Division (Luxemburg) 1926/27
Die 1. Division 1926/27 war die 17. Spielzeit der höchsten luxemburgischen Fußballliga.
Union Luxemburg gewann den ersten Titel in der Vereinsgeschichte.

## Abschlusstabelle
| Pl. | Verein                       | Sp. | S | U | N  | Tore    | Quote | Punkte |
| --- | ---------------------------- | --- | - | - | -- | ------- | ----- | ------ |
| 1.  | Union Luxemburg (P)          | 14  | 9 | 3 | 2  | 041:250 | 1,64  | 21:70  |
| 2.  | Red Boys Differdingen (M, P) | 14  | 7 | 4 | 3  | 047:210 | 2,24  | 18:10  |
| 3.  | Spora Luxemburg              | 14  | 6 | 5 | 3  | 037:250 | 1,48  | 17:11  |
| 4.  | Jeunesse Esch                | 14  | 7 | 2 | 5  | 039:340 | 1,15  | 16:12  |
| 5.  | Fola Esch                    | 14  | 6 | 3 | 5  | 036:270 | 1,33  | 15:13  |
| 6.  | Red Black Pfaffenthal        | 14  | 3 | 5 | 6  | 014:260 | 0,54  | 11:17  |
| 7.  | Aris Bonneweg (N)            | 14  | 3 | 2 | 9  | 028:570 | 0,49  | 08:20  |
| 8.  | Progrès Niederkorn (N)       | 14  | 3 | 0 | 11 | 022:490 | 0,45  | 06:22  |

| (M) | amtierender Meister             |
| (P) | amtierender Pokalsieger         |
| (N) | Neuaufsteiger aus der Promotion |

### Kreuztabelle
Die Kreuztabelle stellt die Ergebnisse aller Spiele dieser Saison dar. Die Heimmannschaft ist in der linken Spalte, die Gastmannschaft in der oberen Zeile aufgelistet.
| 1926/27               | Union Luxemburg | Red Boys Differdingen | Spora Luxemburg | JEU | Fola Esch | RBP | Aris Bonneweg | Progrès Niederkorn |
| --------------------- | --------------- | --------------------- | --------------- | --- | --------- | --- | ------------- | ------------------ |
| Union Luxemburg       |                 | 1:0                   | 3:3             | 7:0 | 1:0       | 1:1 | 5:0           | 2:1                |
| Red Boys Differdingen | 5:0             |                       | 3:0             | 2:2 | 1:3       | 2:2 | 6:1           | 8:0                |
| Spora Luxemburg       | 1:5             | 2:2                   |                 | 6:1 | 4:3       | 5:0 | 5:1           | 2:1                |
| Jeunesse Esch         | 3:4             | 2:2                   | 0:6             |     | 2:1       | 0:1 | 5:2           | 7:1                |
| Fola Esch             | 2:2             | 3:0                   | 1:1             | 1:4 |           | 0:1 | 5:1           | 8:3                |
| Red Black Pfaffenthal | 0:1             | 1:5                   | 0:0             | 1:3 | 3:3       |     | 0:1           | 0:2                |
| Aris Bonneweg         | 6:4             | 3:5                   | 2:2             | 0:7 | 3:4       | 3:3 |               | 2:1                |
| Progrès Niederkorn    | 3:5             | 1:6                   | 3:0             | 0:3 | 1:2       | 0:1 | 5:3           |                    |